# Castell de la Bella Dorment
El castell de la Bella Dorment, inspirat en el castell on va viure la Bella Dorment a la pel·lícula del mateix nom, és un edifici emblemàtic dels parcs Disneyland de Califòrnia, del Parc Disneyland prop de París i de Disneyland Hong Kong, que ha esdevingut una icona i ha servit de base al logo de Walt Disney Pictures, Buena Vista Motion Pictures Group, Buena Vista Music Group, Walt Disney Television i Buena Vista Distribution.

## Disneyland California
Obert el 17 de juliol de 1955, el castell de Disneyland fou el primer i el més antic dels parcs Disney. Té una alçada de poc més de 23 metres i està inspirat en el castell de Neuschwanstein, construït per Lluís II de Baviera, Sobre l'ala occidental, en una de les teulades hi ha una fletxa inspirada en la de la Santa Capella de París construïda a l'île de la Cité, per Lluís IX.
Originalment va ser pensat per ser el de la Blancaneu, però es va canviar per coincidir amb el llançament de la pel·lícula de La Bella Dorment. Sovint es feia al·lusió a la seva altura de 23,4 m, considerada baixa. Dave Smith donava la següent explicació: «Walt Disney deia que els tirans europeus havien construït castells enormes i imponents per intimidar els camperols. Com volia que el seu castell fos 'amable', el va fer més petit». Per fer-lo semblar més gran del que és, els arquitectes de Disney van utilitzar una perspectiva forçada, principalment en les pedres, on la grandària es redueix conforme augmenta l'altura.
El 29 d'abril de 1957, es va obrir l'interior del castell als visitants, on hi havia un diorama representant la història de la Bella Dorment. Fou engrandit l'interior l'any 1968 i renovat el novembre 1977. Al començament dels anys 1990, fou plantat un arbre, davant el castell, en honor de Herbert Ryman, el seu principal conceptor gràfic. Per preparar les festes del 50è aniversari de Disneyland, el 2005, el castell, com tot el parc, fou renovat: es van daurar nombrosos elements, com les crestes o les fletxes.

## Parc Disneyland París
La versió parisenca, amb 45 metres, té al seu interior la tanière du dragon, un dels audio-animatronics més grans del món, amb 27 metres de longitud i actiu des de 1992. Dins el castell també es troba la Galeria de la Bella Dorment, que il·lustra la seva història amb tapissos d'Aubusson, manuscrits il·luminats, escultures i vitralls.
L'aspecte del castell del Parc Disneyland de París, fou concebut de diferent manera que els dels altres parcs. Els dissenyadors i constructors van concebre un edifici que es desmarqués d'altres castells d'Europa, com passava amb el castell de Neuschwanstein de Baviera i els castells del Loire que van inspirar les versions americanes. Tony Baxter, encarregat del projecte, va fer una particular visió amb nombrosos detalls, on les influències són vàries:
- forma global inspirada en l'Abadia del Mont-Sant-Michel;
- el vitrall de la cúpula inspirat en el del castell de Chambord;
- les columnes inspirades en l'Església Sant-Séverin de París i els tapissos medievals exposats al Musée national du Moyen Âge;
- la petita torreta adossada a la torre més alta recorda a les del Castell d'Ussé ;
- les rajoles en forma de rom són un homenatge a les teulades de les del Musée de l'Hôtel-Dieu ;

Castell de Hong Kong Disneyland

## Disneyland Hong Kong
El castell és una còpia de la versió californiana. L'última torreta es va acabar el 23 de setembre de 2004 i l'obertura al públic va ser el 12 de setembre de 2005.